# Kalomódia
Kalomódia är en ort i Grekland.   Den ligger i prefekturen Nomós Ártas och regionen Epirus, i den centrala delen av landet, 270 km nordväst om huvudstaden Aten. Kalomódia ligger 10 meter över havet och antalet invånare är 294.
Terrängen runt Kalomódia är platt åt sydväst, men åt nordost är den kuperad. Runt Kalomódia är det ganska tätbefolkat, med 67 invånare per kvadratkilometer. Närmaste större samhälle är Arta, 7,0 km norr om Kalomódia. Omgivningarna runt Kalomódia är en mosaik av jordbruksmark och naturlig växtlighet.